# 鲁热
鲁热（法語：Rougé，法語發音：[ʁuʒe] ⓘ）是法国大西洋卢瓦尔省的一个市镇，位于该省东北部，属于沙托布里扬-昂斯尼区。

## 地理
鲁热（47°46'58"N, 1°26'54"W）面积56.32 平方千米，位于法国卢瓦尔河地区大区大西洋卢瓦尔省，该省份为法国西北部沿海省份，位于布列塔尼半岛东南部，北起伊勒-维莱讷省，西北接莫尔比昂省，西临大西洋，南至旺代省，东临曼恩-卢瓦尔省。
与鲁热接壤的市镇（或旧市镇、城区）包括：泰耶、沙托布里扬、费尔塞、布吕河畔努瓦亚勒、吕菲涅、圣欧班德沙托、苏当、苏尔瓦什。

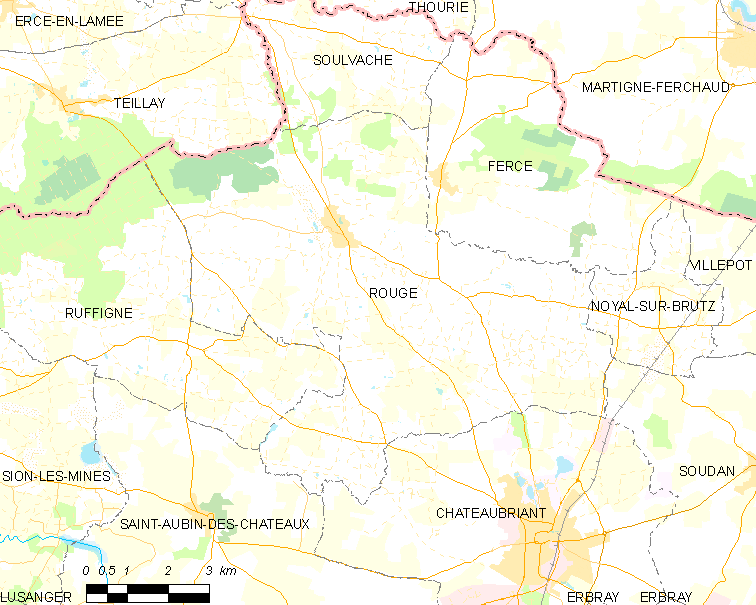
鲁热的OSM定位图

鲁热的时区为UTC+01:00、UTC+02:00（夏令时）。

## 行政
鲁热的邮政编码为44660，INSEE市镇编码为44146。

## 政治
鲁热所属的省级选区为沙托布里扬县。

## 人口

1962-2008年间鲁热人口变化图示

鲁热于2022年1月1日时的人口数量为2152人。